# Brad Arnold
Bradley Kirk Arnold (* 27. září 1978) je americký hudebník a zpěvák americké rockové skupiny 3 Doors Down.

## Kariéra
Brad Arnold se narodil 27. září 1978 a vyrůstal v Escatawpa ve státě Mississippi. V 15 letech napsal během hodiny matematiky písničku skupiny 3 Doors Down „Kryptonite“.
Je zakládajícím členem rockové skupiny 3 Doors Down. Působí v ní jako zpěvák a v raných začátcích i jako bubeník. Skupina vznikla v roce 1996. Proslavila se díky hitům „Kryptonite“, „Here Without You“ a „When I'm Gone“. První dvě jmenované písně získaly nominace na cenu Grammy.
První studiové album The Better Life vyšlo 8. února 2000. V dubnu téhož roku vyšel singl „Kryptonite“, který se umístil na třetím místě hitparády a stal se průlomovým hitem kapely.
Druhé studiové album Away from the Sun vyšlo 30. listopadu 2002 a v hitparádě se umístilo na osmém místě. Během dvou měsíců po vydání se stalo platinovým a později multiplatinovým.

## Osobní život
Po rozvodu s první manželkou se v roce 2009 oženil se svou druhou ženou Jennifer Sanderfordovou.
Brad Arnold je Křesťan. K víře se přiblížil poté, co se na popud country zpěváka Charlieho Danielse podrobil rehabilitaci. O své víře často mluví během koncertů.

### Zdravotní komplikace
Dne 1. února 2006 se stal účastníkem dopravní nehody, když vozidlo, ve kterém seděl, narazilo do stromu. Nebyl řidičem vozidla. Lékaři mu museli přišít ucho, o které během nehody přišel.
Brad Arnold je vyléčený alkoholik, který přestal pít v roce 2016.
Dne 7. května 2025 oznámil, že mu byl diagnostikován karcinom ledvin ve čtvrtém stadiu, který metastázoval do plic. Kapela následně zrušila všechny letní koncerty.

## Diskografie

### Studiová alba
- The Better Life (2000)
- Away from the Sun (2002)
- Seventeen Days (2005)
- 3 Doors Down (2008)
- Time of My Life (2011)
- Us and the Night (2016)